# Rudolf I. von Admont
Rudolf I. von Admont (* vor 1171; † nach 1172) war ursprünglich Mönch des Klosters St. Lambrecht; er wurde zum Abt des Klosters Admont gewählt, wo er von 1171 bis 1172 wirkte.
Aus den näheren Umständen der nach dem Tode Abt Liutolds durchgeführten Abtswahlen lassen sich Rückschlüsse auf die Strenge der Admonter religio ziehen: Der Konvent konnte sich nur schwer zwischen den beiden Admonter Mönchen Isenrik, Abt zu Biburg, und Heinrich, Abt von Millstatt, entscheiden. Schließlich fiel die Wahl auf Heinrich, der sie aber nicht annahm. An seiner Stelle wurde der Prior Rudolf von St. Lambrecht zum Abt gewählt. Dieser nahm die Wahl zwar an, konnte sich aber an die in Admont herrschende strenge Klosterdisziplin nicht gewöhnen und resignierte deshalb nach nur zwölf Wochen. Der zunächst unterlegene Isenrik von Biburg war von 1178 bis 1189 doch noch Abt von Admont.